# ياسين آفجه
ياسين آفجه (بالدنماركية: Yasin Avci)‏ (بالتركية: Yasin Avcı)‏ هو لاعب كرة قدم تركي ودنماركي في مركز الوسط، ولد في 3 أغسطس 1984 في إزمير في تركيا. لعب مع بولدكلوبن فرم ونادي لينغبي ونادي هورسينس.

## وصلات خارجية
- ياسين آفجه على موقع قاعدة بيانات كرة القدم.إي يو (الإنجليزية)
- ياسين آفجه على موقع عالم كرة القدم.نت (الإنجليزية)